# MillerCoors
MillerCoors est une coentreprise entre SABMiller et Molson Coors, créé en 2007.

## Histoire
En 2007, SABMiller et Molson Coors regroupent leur activité aux États-Unis dans une coentreprise nommée MillerCoors. SABMiller détient 58 % des actions de cette coentreprise contre 42 % pour Molson Coors, cependant les deux entreprises ont un droit de vote de 50 %. À la suite de cette transaction, MillerCoors détient avec 29 % du marché de la bière aux États-Unis, contre 49 % pour AB InBev,,.
En septembre 2015, MillerCoors acquiert une participation majoritaire dans la micro-brasserie californienne Saint Archer Brewing, pour un montant inconnu.
À la suite de l'acceptation de l'offre de rachat de SABMiller par AB InBev, cette dernière risque - forcée par les autorités de la concurrence - de devoir revendre ses parts de MillerCoors.